# Djellal
Djellal (en arabe : جلال) est une commune de la wilaya de Khenchela dans la région des Aurès, au nord-est de l'Algérie. La commune est distante de 75 km de la ville de Khenchela, et de 22 km de la commune de Chechar. Elle se situe entre les wilayas de Khenchela et de Biskra.
Le village de Djellal est connu pour ses montagnes, la présence de caméléons, d'aigles, de faucons, de gazelles, de hyènes dans les montagnes de « Bourfik ».

## Société
Le village de Djellal est habité depuis des siècles par la tribu amazigh chaoui des Aït ‘Amrân. 
Cette tribu est divisée en plusieurs sous-tribus :  Aït Bouchama, Aït Belkacem, Aït Sbaa, Aït Wada, Aït Fedh Labiyad (Thabet)
Chaque sous-tribus est divisée en clans. Par exemple la sous-tribus de Aït Bouchama, vivant dans le bas du village est divisé en plusieurs clans :  Aït Bouchama, Aït Si Thabet, Aït Fdal, Aït Mhamed, Aït Boumaghlouth (qui est une tribu artificielle réunissant les familles étrangères installées dans le village). 